# 지수화방식
지수화방식(指數化方式)은 생산자곡가 산정 방식의 새로운 방법이다. 생산비와 생산자의 소득과 관계있는 경제지표(물가, 임금, 노동시간)의 변화율을 가지고 생산자 곡가를 수정하여 정하는 방식을 말한다. 패리티 방식과 다른 점은 기초가 되는 전년도 곡가가 생산비와 소득보상 방식을 취하고 있다는 점이다.